# Лубкивский, Роман Марьянович
Рома́н Марья́нович Лубки́вский (укр. Роман Мар’янович Лубківський; 10 августа 1941, с. Островец — 23 октября 2015, Львов) — советский и украинский писатель, государственный и общественный деятель, Чрезвычайный и Полномочный Посол Украины. Заслуженный деятель искусств Украины (2006).

## Биографические данные
Родился в селе Островец, ныне Теребовлянский район, Тернопольская область, Украина. В 1963 году окончил филологический факультет Львовского государственного университета имени И. Я. Франко. Работал заместителем главного редактора львовского литературного журнала «Жовтень» (от 1990 года — «Дзвін»).
С 1976 г. — член Союза писателей Украины.
- 1980—1992 гг. — председатель Львовской организации Союза писателей Украины, член ПЕН-клуба, делегат Учредительного съезда Народного Руха Украины,
- 1990—1994 гг. — народный депутат Украины. С инициативы Романа Лубкивского на Украине создалась традиция присяги Президентов Украины на Пересопницком Евангелии, старейшей украинской духовной святыне,
- 1992—1993 гг. — Чрезвычайный и Полномочный Посол Украины в ЧСФР,
- 1993—1995 гг. — Чрезвычайный и Полномочный Посол Украины в Чешской республике,
- 2006—2007 гг. — председатель Комитета по Национальной премии Украины имени Тараса Шевченко.

Умер 23 октября 2015 года. Похоронен на Лычаковском кладбище Львова.
Президент Украины Пётр Порошенко откликнулся на его смерть в своём твиттере: «Ушел в вечность Роман Лубкивский — поэт, дипломат, лидер в кругу интеллектуалов. Украина его будет помнить!»

## Основные издания
Печататься начал в 1958 году. Отдельными изданиями вышли сборника поэзий:
- «Зачудовані олені» (1965)
- «Громове дерево» (1967)
- «Рамена» (1969)
- «Смолоскипи» (1975)
- «Звіздар» (1977)
- «Майоліка» (1985)
- «Словацьке літо» (1986)
- «Карбівня» (1987)
- «Серпневе яблуко» (1989)
- «Погляд вічності» (1990)

Произведения Романа Лубкивского переведены на английский, белорусский, болгарский, польский, русский, сербский, словацкий, хорватский и чешский языки. Осуществил переводы с большинства славянских литератур.

## Отличия
- 1977 — заслуженный деятель культуры Польши — за переводческую деятельность и популяризацию на Украине польской литературы.
- 1979 — литературная премия имени Павла Тычины.
- 1984 — премия имени Витезслава Незвала Чешского литературного фонда.
- 1988 — премия имени Павола Гвездослава за оригинальное и переводческое творчество, преданность культуре словацкого народа.
- 1992 — Государственная премия Украины имени Т. Г. Шевченко — за сборник стихов «Взгляд вечности»
- 1998 — орден «За заслуги» III степени[6].
- 2006 — Заслуженный деятель искусств Украины[7]
- 2008 — премия Ars Translationis за перевод на украинский язык драмы Вацлава Фрича «Иван Мазепа».
- 2011 — орден «За заслуги» II степени[8].